# Cage pombaline
Pour les articles homonymes, voir Cage (homonymie).

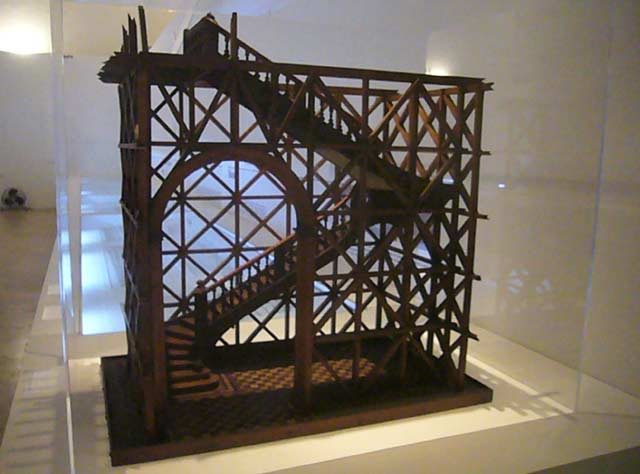
Maquette de la structure en bois antisismique, la « gaiola pombalina » (cage pombaline), développée pour la reconstruction de Lisbonne

La cage pombaline (en portugais, gaiola pombalina) est une technique de construction utilisant de la maçonnerie renforcée par une cage interne en bois. Elle fut développée comme système de construction antisismique au Portugal après le tremblement de terre de Lisbonne de 1755 et utilisée pour la reconstruction de la Baixa de Lisbonne (centre-ville de Lisbonne).

## Contexte
Le séisme de 1755 a montré la fragilité de la construction en maçonnerie, qui n'est pas capable d'absorber et de dissiper l'énergie libérée par le tremblement de terre. Le centre-ville de Lisbonne a été gravement endommagé et, en prévision d'une catastrophe similaire, cette nouvelle méthode de construction a été développée et imposée par Sebastião José de Carvalho e Melo, premier marquis de Pombal, qui lui donna son nom.
Tous les bâtiments reconstruits ont dû l'être suivant cette technique. Elle est inspirée des méthodes de construction navale. Le bois, étant déformable, résiste aux forces de tension et de compression qui se produisent lors d’un tremblement de terre.

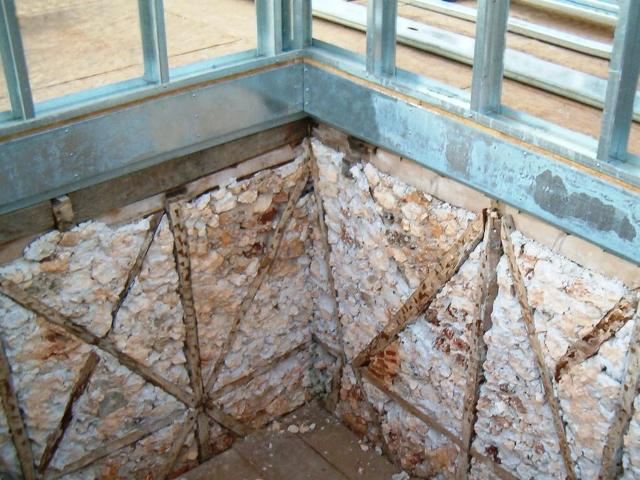
Vue intérieure d'une cage pombaline.

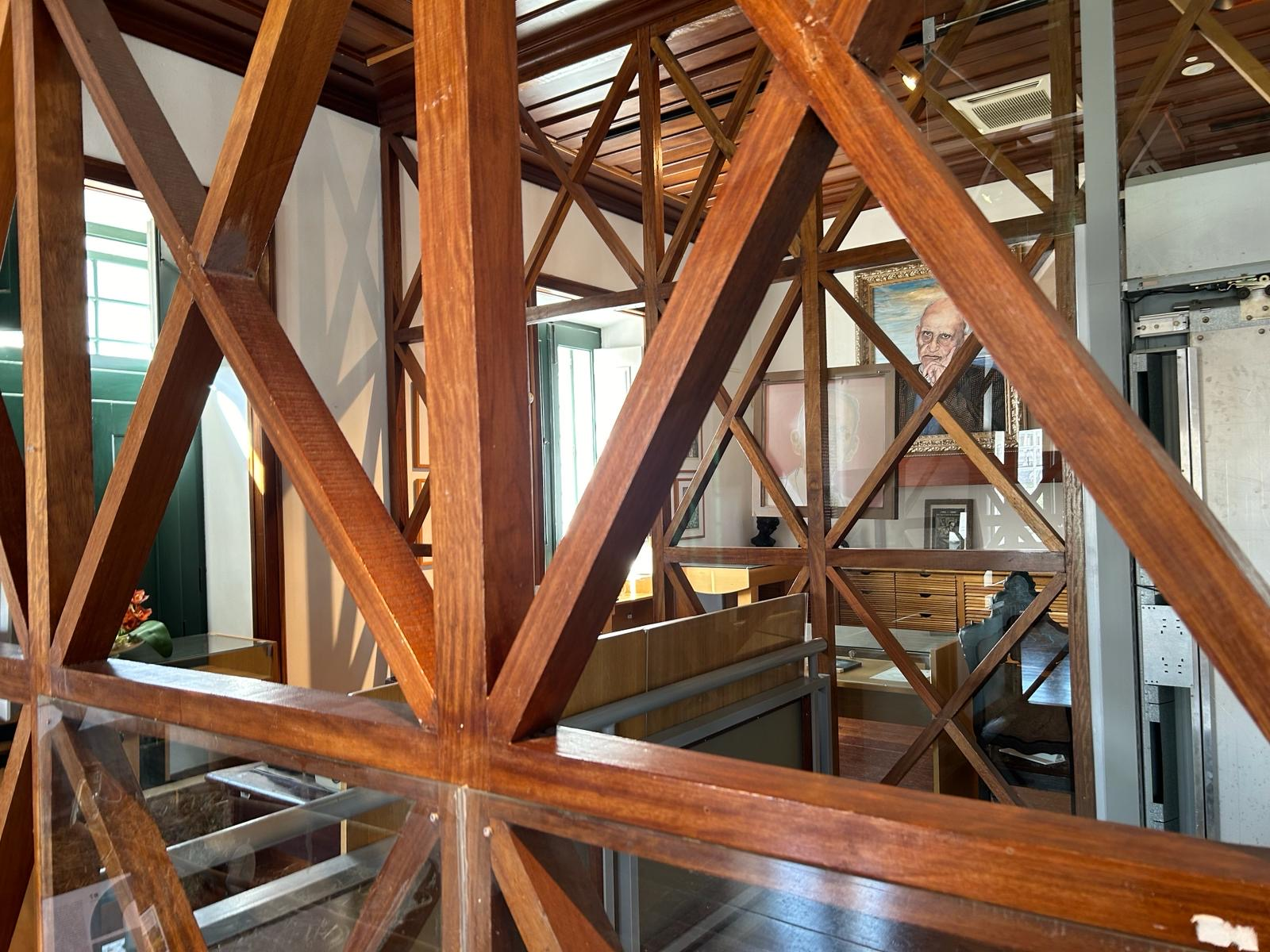
Vue de la cage pombaline des archives historiques municipales de Vila Real de Santo António, Algarve. Les poutres apparentes d'origine sont en bois très dur.

## Caractéristiques
La maçonnerie est plus efficace que le bois pour résister aux incendies. Ainsi, l’intégration d’une structure en bois dans des murs en maçonnerie combinait les avantages des deux types de construction. Le bâtiment pombalin présente un plancher en bois traditionnel et des murs de refend hybrides bois-maçonnerie. Les murs sont formés d'un treillis en bois rempli de maçonnerie.
Le système a été adopté par d’autres villes européennes. Le palais construit selon ce système à Filogaso (Calabre) fut le seul bâtiment qui survécut au séisme de 1783.